# Нигматуллин, Гафият Ярмухаметович
Гафият Ярмухаметович Нигматуллин (1915—1945) — старший политрук Рабоче-крестьянской Красной Армии, участник советско-финской и Великой Отечественной войн, Герой Советского Союза (1940).

## Биография
Родился 15 марта 1915 года в селе Малые Кирмени (ныне — Мамадышский район Татарстана). После окончания школы фабрично-заводского ученичества работал слесарем на заводе ЧТЗ в Челябинске, на заводах в Алапаевске и Свердловске. Позднее вернулся на родину, работал в совхозе «Пятилетка»: помощник начальника политотдела по работе среди комсомольцев и молодежи. В 1939 году Нигматуллин был призван на службу в Рабоче-крестьянскую Красную Армию. Учился в Ленинградском военно-политическом училище.
Участвовал в боях советско-финской войны, будучи заместителем политрука роты 86-й мотострелковой дивизии 7-й армии Северо-Западного фронта. В январе 1940 года Нигматуллин вместе с разведывательной группой под Выборгом оказался в окружении. Организовав круговую оборону, Нигматуллин с товарищами нанёс противнику большие потери и сумел прорваться из окружения.
Указом Президиума Верховного Совета СССР от 21 марта 1940 года за «образцовое выполнение боевых заданий командования на фронте борьбы с финской белогвардейщиной и проявленные при этом отвагу и геройство» младший политрук Гафият Нигматуллин был удостоен высокого звания Героя Советского Союза с вручением ордена Ленина и медали «Золотая Звезда» за номером 303. Является первым уроженцем Татарстана — Героем Советского Союза.
Участвовал в боях Великой Отечественной войны. В 1942 году Нигматуллин окончил Военно-политическую академию. Погиб в бою на территории Германии 8 мая 1945 года.
Был также награждён рядом медалей.
В честь Нигматуллина установлен памятник в Мамадыше и обелиск на его родине.